# Frans Strieleman
Frans Lodewijk Strieleman (Antwerpen, 7 november 1926 - Aartselaar, 29 januari 1999) was een Belgisch journalist en redacteur.

## Levensloop
Strieleman doorliep de humaniora aan het Koninklijk Atheneum te Antwerpen. Tijdens de Tweede Wereldoorlog, van 1944 tot 1945 was hij oorlogsvrijwilliger in de 1e Infanteriebrigade onder bevel van Jean-Baptiste Piron.
In 1946 ging hij aan de slag als redacteur bij De Nieuwe Gazet. In 1958, toen deze krant werd overgenomen door de Uitgeverij J. Hoste, werd hij aangesteld als redactiesecretaris en in 1965 als adjunct-hoofdredacteur. In 1968 volgde hij Frans Grootjans op als hoofdredacteur van dit dagblad, een functie die hij uitoefende tot aan zijn pensionering op 1 februari 1991. Hij werd in deze hoedanigheid opgevolgd door Luc Van der Kelen.
Daarnaast was Strieleman van 1968 tot 1993 hoofdredacteur van De Vlaamse Gids en tevens van 1971 tot 1991 van Het Volksbelang. Voorts was hij voorzitter van de Liberale Radio en Televisie Omroep (Librado) en de Algemene Belgische Persbond (ABP). Ten slotte was hij secretaris van de Stichting Arthur Vanderpoorten, beheerder van Vlamingen in de Wereld, lid van het Willemsfonds, het Liberaal Vlaams Verbond (LVV) en de Volksuniversiteit Maurits Sabbe.